# 缯山站
繒山站（：／ Jeungsan yeok */?）副站名明知大學（명지대앞），是首尔地铁6号线沿線的一座地下車站，位於韓國首爾特別市恩平區繒山洞與西大門區北加佐洞的邊界。

## 車站構造
站體為2面2線側式月台的地下車站，候車月台設有月台幕門，並有4處出口。

### 月台配置
| 賽折 ↑       |
| \| 上        |
| ↓ 數碼媒體城 |

| 月台 | 路線           | 目的地                             |
| ---- | -------------- | ---------------------------------- |
| 上行 | ●首尔地铁6号线 | 數碼媒體城、孔德、烽火山、新內方向 |
| 下行 | ●首尔地铁6号线 | 賽折、鷹岩方向                     |

## 歷史
- 2000年12月15日：落成啟用。

## 車站周邊
- 西大門區選舉管理委員會
- 明知大學人文校區
- 上新中學
- 延曙中學
- 繒山中學
- 北加佐初等學校
- 首爾繒山初等學校
- 風園市場
- 繒山綜合市場
- 繒山治安中心
- 加佐2洞治安中心
- 加佐119消防安全中心
- 韓國通訊加佐營業所
- 西部運輸（朝鲜语：서부운수）終點站

## 圖片

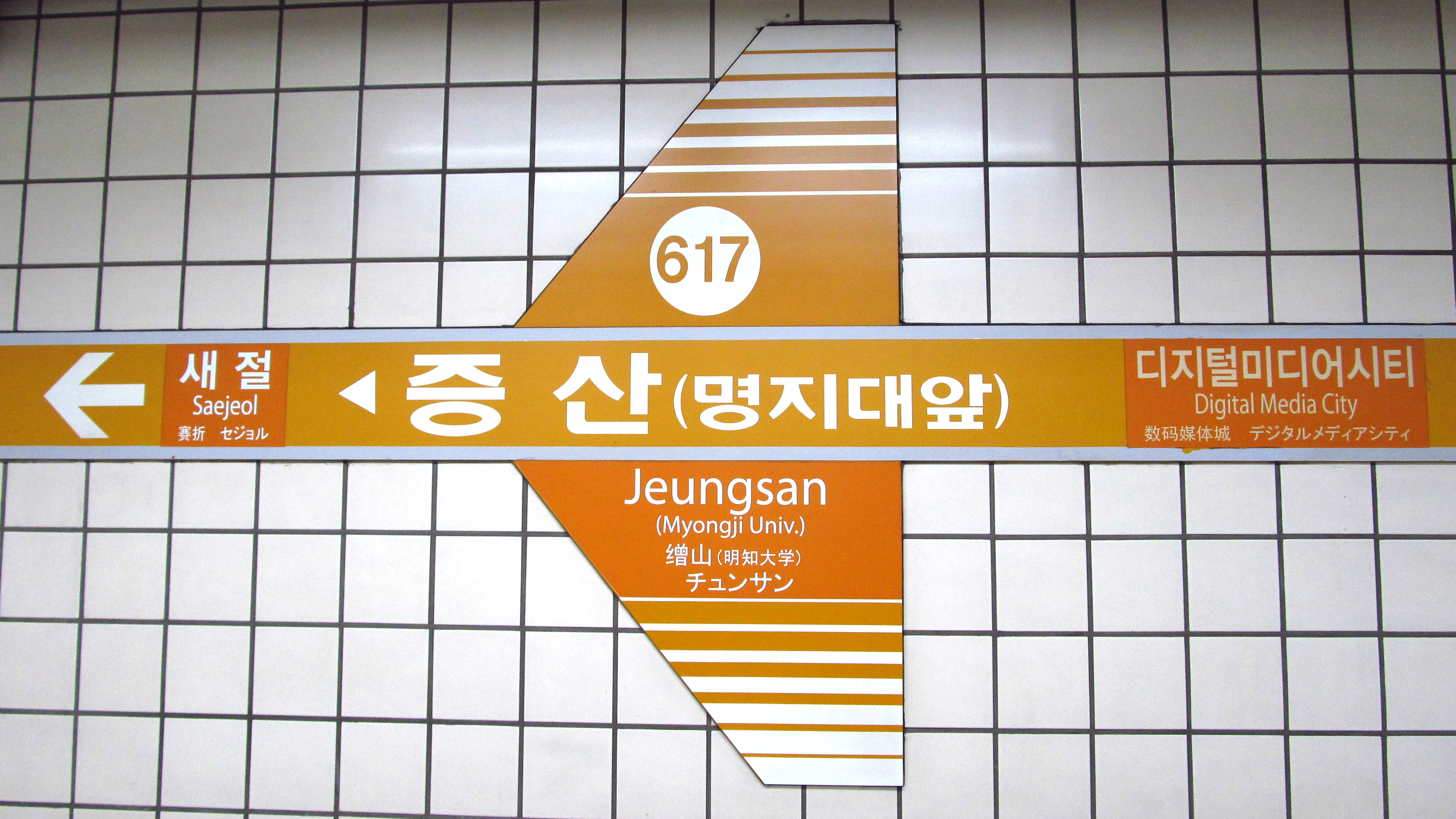
站名牌
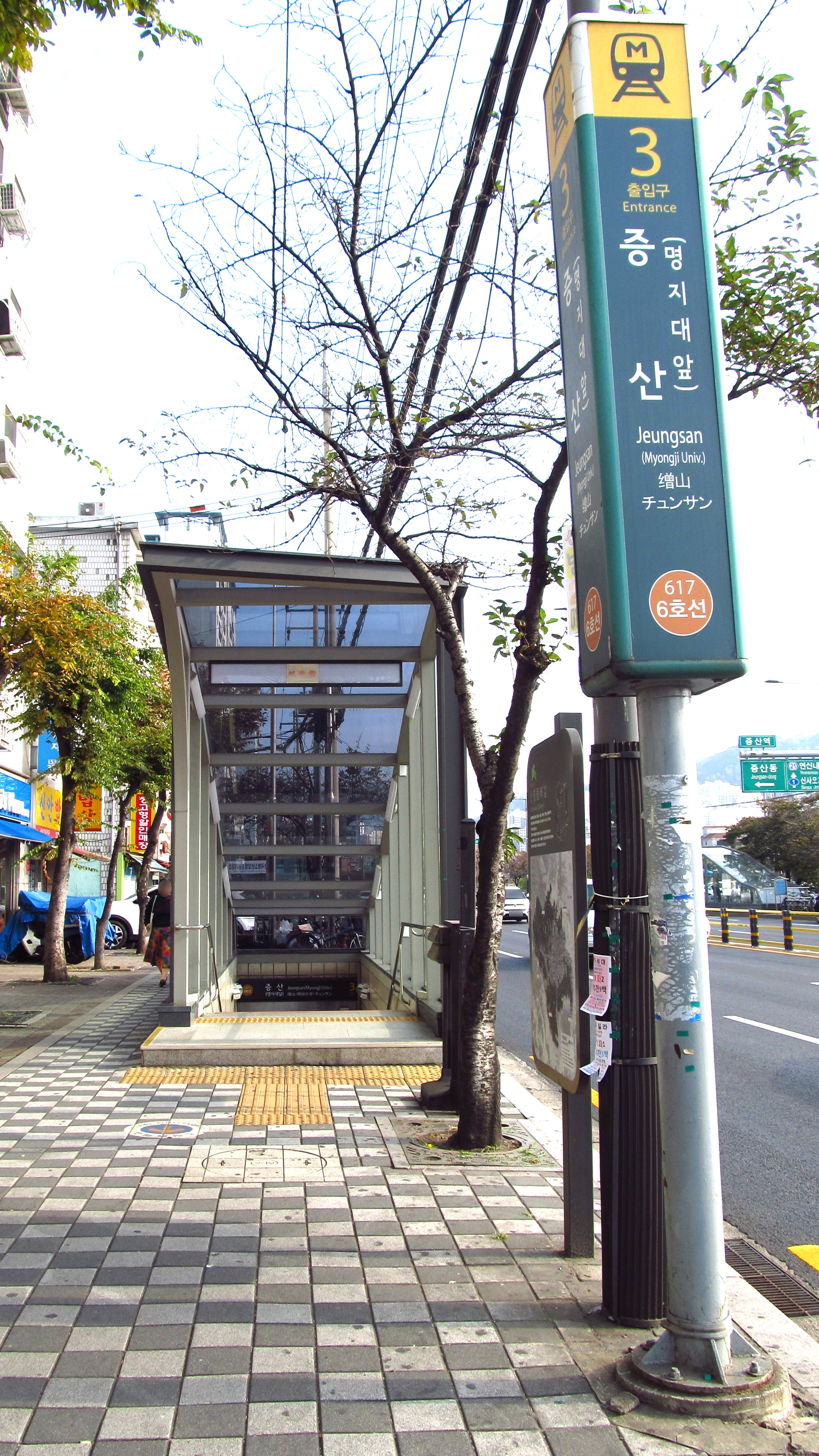
3號出口
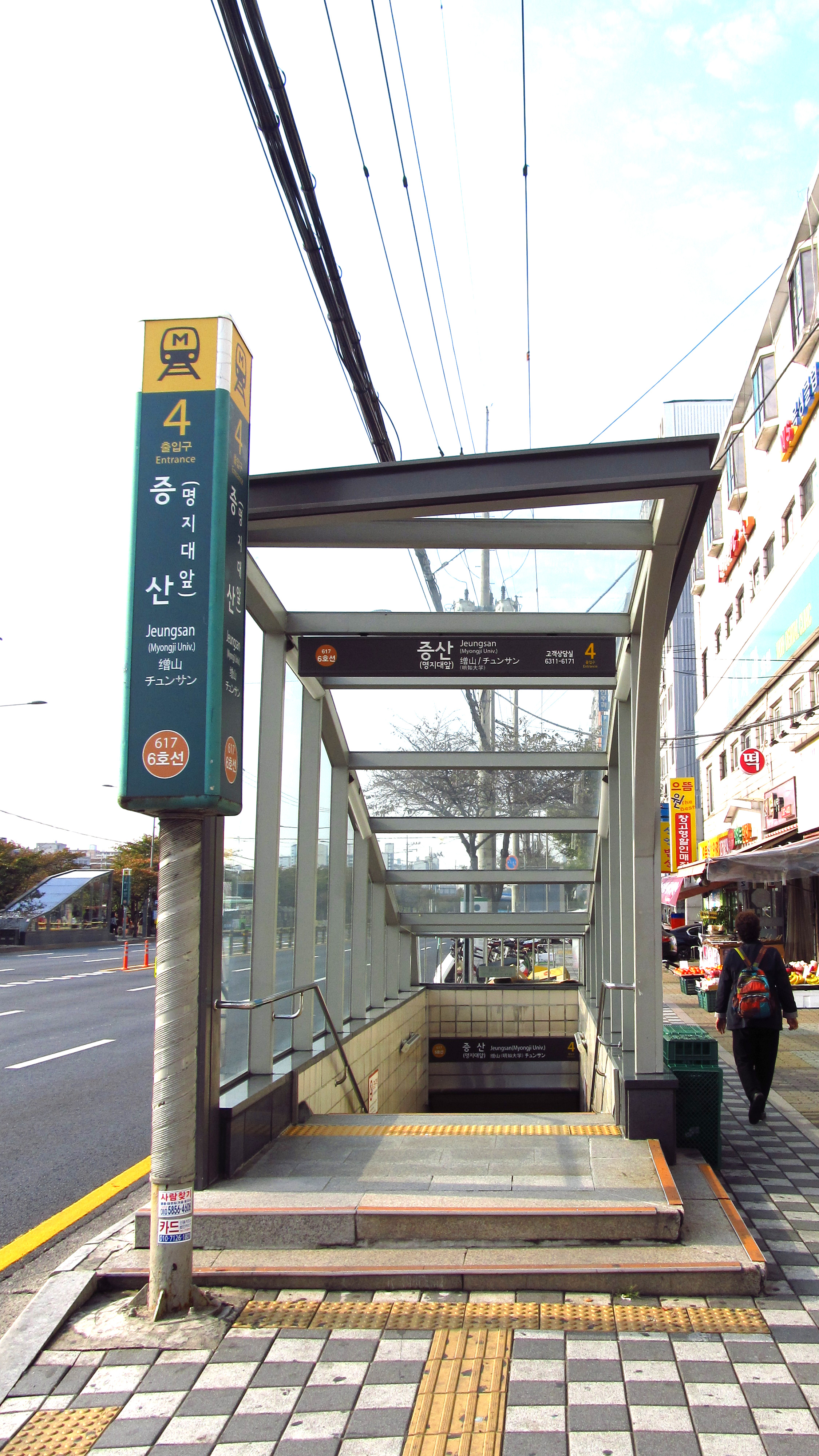
4號出口

## 相鄰車站
首爾交通公社
●首尔地铁6号线
賽折（616）－繒山（617）－數碼媒體城（618）